# Saïd Kouachi

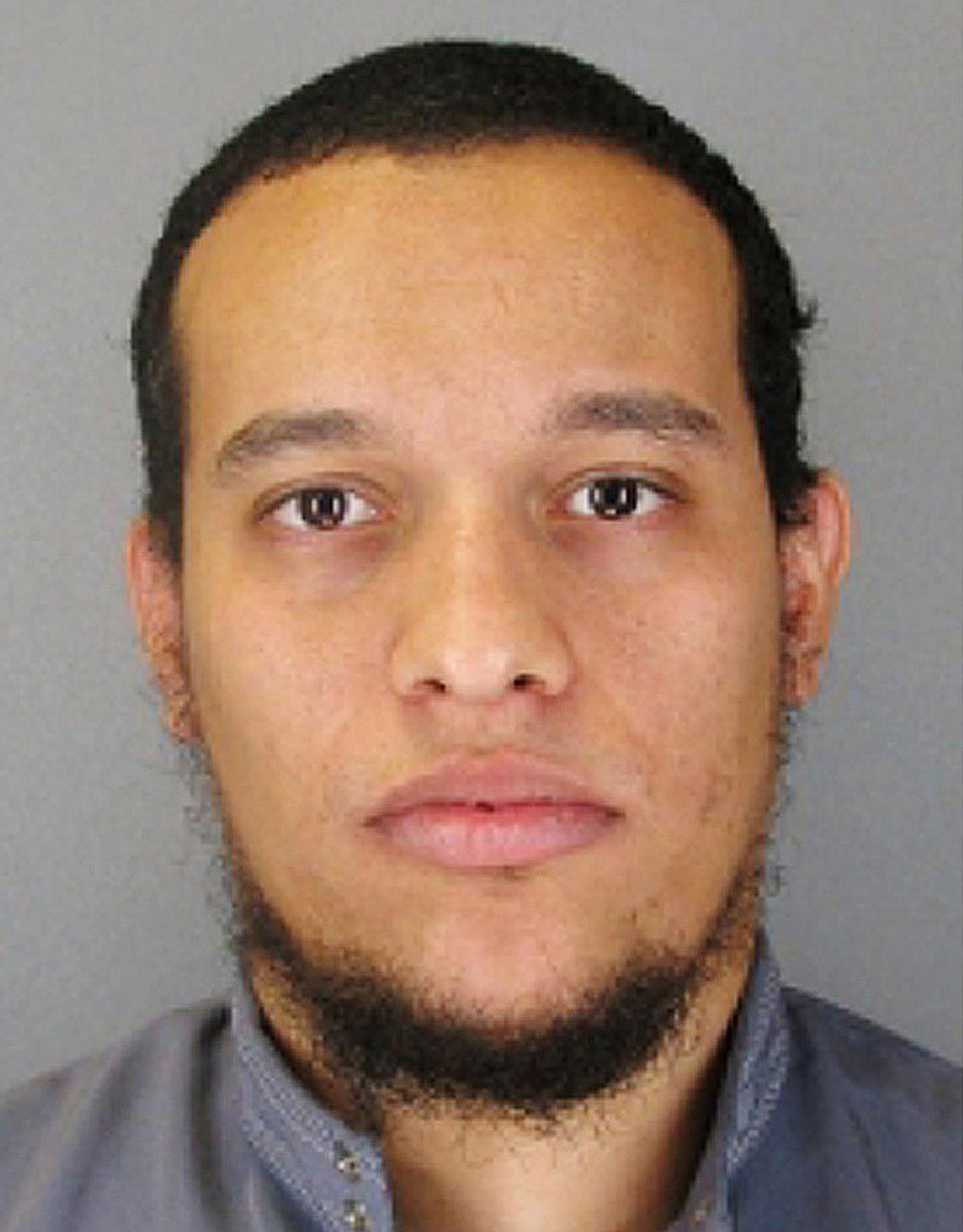
Saïd Kouachi (undatiertes Passbild)

Saïd Kouachi (* 7. September 1980 in Paris; † 9. Januar 2015 in Dammartin-en-Goële) war ein französischer islamistischer Terrorist, der zusammen mit seinem jüngeren Bruder Chérif Kouachi den Anschlag auf die Redaktion des Satiremagazins Charlie Hebdo am 7. Januar 2015 verübte, bei dem sie zwölf Menschen ermordeten und über zehn weitere verletzten.

## Jugend
Saïd Kouachi wurde im 10. Arrondissement von Paris geboren und hatte zwei Brüder, eine Schwester und eine Halbschwester. Die Eltern stammten aus Constantine in Algerien. 1990 starb der Vater an Krebs und die Mutter musste ihre Kinder allein versorgen. Als die Schulnoten der älteren Kinder immer schlechter wurden und sie zunehmend verwahrlost wirkten, schickte das Pariser Jugendamt die Brüder Saïd und Chérif in ein Kinderheim nach Treignac im Département Corrèze, wo sie im Oktober 1994 aufgenommen wurden. Die Mutter telefonierte regelmäßig mit ihren Kindern, besuchte sie aber nie. Sie war seit längerem erkrankt und wurde im Januar 1995 tot aufgefunden. Im Heim verbrachten Saïd und Chérif einen Großteil ihrer Jugend.
Der damalige Heimleiter und der Leiter der Bildungsabteilung beschrieben Saïd (und auch den jüngeren Chérif) als „perfekt integriert“. Sie seien keine schwer erziehbaren Jugendlichen gewesen. Saïd schloss während seines Heimaufenthaltes eine Ausbildung an einer Hotelfachschule ab, bevor er mit seinem Bruder Chérif das Heim im Jahr 2000 verließ.
2001 wurden die Geschwister zu einer Pflegefamilie in Paris gegeben. Der Pflegevater war ein zum Islam konvertierter Franzose. Als junge Männer lebten Saïd und Chérif von Gelegenheitsjobs. Sie wohnten zunächst bei einem Onkel, der sie aber bald wieder vor die Tür setzte. Zeitweise lebten die Brüder in billigen Hotels und Obdachlosenheimen.

## Radikalisierung und Anschlag
Zwischen 2002 und 2003 begannen die beiden Brüder, sich stärker mit dem Islam zu beschäftigen und die Moschee Adda'wa in der Nähe der Metrostation Stalingrad regelmäßig zu besuchen. Dort kamen sie in Kontakt mit dem islamistischen Prediger und selbsternannten „Emir“ der sogenannten Buttes-Chaumont-Zelle („la filière des Buttes-Chaumont“), den damals 27-jährigen Farid Benyettou. Dieser versuchte, junge Franzosen für den Dschihad im Irak zu begeistern, und radikalisierte auch die beiden Brüder zunehmend. Im Rahmen eines Programms gegen Jugendarbeitslosigkeit erhielt Saïd 2007 eine Anstellung bei der Pariser Stadtverwaltung. Er sollte über Mülltrennung aufklären, weigerte sich aber, Frauen bei Hausbesuchen die Hand zu geben, trug ständig einen Gebetsteppich mit sich und bestand darauf, sich zu den Gebetszeiten zurückzuziehen. Nach vier Versetzungen wurde er schließlich entlassen.
2008 wurde Saïd wegen seiner Zugehörigkeit zur Buttes-Chaumont-Zelle festgenommen, kam aber im Gegensatz zu seinem Bruder schnell wieder frei. 2010 kam es nochmals zu einer polizeilichen Überprüfung von Saïd. Chérif war in den Verdacht geraten, an einer geplanten Befreiung des Terroristen Smaïn Aït Ali Belkacems beteiligt gewesen zu sein, der wegen der Anschlagsserie in Frankreich 1995 verurteilt worden war.
Nach Angabe von mehreren amerikanischen Medien soll Saïd 2011 in Ausbildungscamps von al-Qaida im Jemen gewesen sein. Die New York Times beruft sich dabei auf einen „hochrangigen Vertreter der US-Regierung“. Saïd habe im Jemen Nahkampftechniken und den Umgang mit Schusswaffen erlernt. Der dortige Geistliche Anwar al-Awlaki rief in dieser Zeit zur Ermordung der Karikaturisten von Charlie Hebdo auf. Beide Brüder standen auf der Flugverbotsliste Terrorverdächtiger der Vereinigten Staaten, auf der allgemeinen französischen Terror-Beobachtungsliste TIDE (Terrorist Identities Datamart Environment) und im Schengener Informationssystem. Die Telefonüberwachung endete 2013.
Saïd war französischer Staatsbürger und lebte mit seiner Frau und einem kleinen Kind in einer Drei-Zimmer-Wohnung im Viertel Croix-Rouge in Reims, wo er regelmäßig die Moschee besuchte. Allgemein galt Saïd als ein stiller Mann, der Abstand zu anderen Gläubigen hielt.
Am 7. Januar 2015 stürmten Saïd und sein Bruder die Redaktion der französischen Satirezeitschrift Charlie Hebdo und töteten zwölf Personen. Im ersten Fluchtfahrzeug fand die Polizei den Personalausweis von Saïd, was die Behörden auf die Spur der Täter brachte. Zwei Tage später wurden die Brüder in einer Druckerei in Dammartin-en-Goële von der Polizei gestellt. Im Feuergefecht wurden beide getötet. Der Komplize der Kouachi-Brüder, Amedy Coulibaly, der zunächst eine Polizistin und später vier weitere Menschen ermordet hatte, wurde am selben Tag von Sicherheitskräften erschossen. Trotz Widerständen des örtlichen Bürgermeisters, der eine Pilgerstätte für Islamisten befürchtete, wurde Saïd Kouachi in Reims anonym beerdigt.